# Rui Simões (Regisseur)
Rui César de Oliveira Simões (* 20. März 1944 in Lissabon) ist ein portugiesischer Filmregisseur, Filmproduzent und Hochschullehrer. Er ist insbesondere als Dokumentarfilmer des Portugiesischen Films bekannt. Er war gelegentlich auch als Kameramann aktiv und lehrte mehrfach an Hochschulen.

## Leben
Rui Simões besuchte die Schule in seiner Geburtsstadt Lissabon bis zum Liceu (Sekundarstufe I, heute Escola secundária). Bereits mit 13 Jahren arbeitete er dann als Dienstbote, war in einer Werbeagentur tätig und managte die populären Beatband Sheiks, daneben belegte er eine Ballettausbildung am Teatro Nacional de São Carlos.
Um den Einzug zu den Portugiesischen Streitkräften und damit auch dem Einsatz im Portugiesischen Kolonialkrieg zu entgehen, floh er 1966 mit einem falschen Ausweis nach Paris. Dort arbeitete er im Industriebetrieb SKF, bevor er 1967 nach Brüssel ging, wo er die École Ouvrière Supérieure, eine Kaderschmiede der Belgischen Arbeiterpartei, besucht und 1968 ein Geschichtsstudium an der Université libre de Bruxelles begann.
Unter dem Eindruck des Pariser Mai 1968 engagierte er sich die nächsten zwei Jahre fast ausschließlich politisch und reiste dabei zu politischen Gruppen in Frankreich, Italien und Deutschland.
1970 begann er ein Studium der Filmregie an der Brüsseler Rundfunkschule Institut des Arts de Diffusion (IAD). Kurz vor Ende seines Studiums drängt es ihn im Mai 1974 zurück nach Portugal, nach der linksgerichteten Nelkenrevolution vom 25. April 1974 und dem folgenden Ende der Estado Novo-Diktator. Im Juli kehrte er nach Belgien zurück, sammelte eine Gruppe Filmschaffender um sich (darunter Gerard Collet, Richard Verthé, Dominique Rollin, José Reynes und Françoise Dumoulin) und stellte danach in Portugal seinen ersten eigenen Film her. Der so entstandene politischen Dokumentarfilm Deus, Pátria, Autoridade (Portugiesisch für: Gott, Vaterland, Obrigkeit) wurde in ungezählten Aufführungen und zu den verschiedensten Gelegenheiten in Portugal gezeigt, meist außerhalb regulärer Kinos, und erreichte damit vermutlich einige hunderttausende Menschen. Mit Bom Povo Português (Portugiesisch für: Gutes portugiesisches Volk) folgte 1980 ein zweiter Film ähnlicher Machart, der sich nun mit der inzwischen eingetretenen Ernüchterung über die Entwicklung der Nelkenrevolution beschäftigte.
Ende 1982 ging er für kurze Zeit nach Brasilien, wo er auch einen eigenen Videofilm drehte, den Kurzfilm Amor de Iemanjá.
Mit seiner 1986 in Lissabon gegründeten Produktionsfirma Real Ficção wurde er auch als Filmproduzent tätig und produziert seither einen Teil seiner Filme selbst, ganz überwiegend Dokumentarfilme und häufig in Videotechnik, auch aus finanziellen Gründen. Daneben wurde er für ausländische Produktionen in Portugal tätig.
Er engagiert sich seit langem auch in der Bildung. Er hielt und hält insbesondere Vorträge und Kurse in Filmkollektiven und an Hochschulen ab. So war er Dozent an der Universidade Nova de Lisboa, an der Universidade Independente und anderen Hoch- und Fachschulen in Portugal. Auch im Ausland hielt er Vorträge und gab Seminare, vor allem um 1983 in den USA, so am Carpenter Center for the Visual Arts der Harvard University, am Fachbereich für Geschichte und Anthropologie der Cornell University und am Berkeley Art Museum and Pacific Film Archive der University of California, Berkeley.
Zur Lissabonner Weltausstellung Expo 98 drehte er 1998 eine Reihe Dokumentarfilme über die Region von Benares in Indien (Namasté, Sit Silk and Tchai, Rickshaw und Woman). Für die Expo 2000 in Hannover drehte er danach ebenfalls einen Film, die Dokumentation Portugal Convida für den portugiesischen Pavillon. Weitere Auftragsarbeiten folgten seither, etwa für öffentliche Institutionen, darunter eine Dokumentarserie im Jahr 2000 über den Parlamentarismus in Portugal für das Museum des Portugiesischen Parlaments, Mitschnitte von Theateraufführungen oder auch die zehnteilige Dokumentarserie über Arbeiten der Choreografin Olga Roriz 2011.

## Rezeption
Rui Simões zählt mit seinen beiden ersten zwei Dokumentarfilmen zu den wichtigsten Chronisten der Nelkenrevolution. Nach einzelnen Spielfilm-Regiearbeiten wandte er sich jedoch fast ausschließlich dem Dokumentarfilm, der Dokumentarfilmproduktion und der Lehrtätigkeit zu. Die Filmkritik des Landes bedauerte danach den Verlust eines engagierten und weitsichtigen Regisseurs für den Portugiesischen Film. Für den portugiesischen Dokumentarfilm ist seine Arbeit als Regisseur und Produzent dagegen von anhaltender Bedeutung. Zudem ist er einer der wenigen Filmschaffenden seiner Generation, die nicht an der Filmschule des Nationalkonservatoriums (heute Escola Superior de Teatro e Cinema) gelernt haben, was die Bedeutung seiner Lehrtätigkeit untermauert, dank vermutlich bereichernden neuen Aspekten.
Für seine Dokumentarfilme wurde er bei einer Reihe Filmfestivals und Filmpreisen vor allem in Portugal nominiert und mehrfach ausgezeichnet, so bei den CinEuphoria Awards, den Caminhos do Cinema Português (2005) oder auch dem IndieLisboa, wo er 2010 den Filmpreis von Amnesty International bekam, für seinen engagierten Dokumentarfilm Ilha da Cova da Moura über das im Großraum Lissabon als Sozialer Brennpunkt geltende Viertel Cova da Moura in der Stadtgemeinde Águas Livres. Für seinen zweiten Film, Bom Povo Português, erhielt er beim brasilianischen Filmfestival Mostra Internacional de Cinema de São Paulo 1980 sowohl den Kritiker- als auch den Publikumspreis.

## Filmografie

### Regie
- 1976: Deus, Pátria, Autoridade (Doku.)
- 1976: São Pedro da Cova (Doku.)
- 1980: Bom Povo Português (Doku.)
- 1984: Amor de Iemanjá (Kurzfilm, Video)
- 1987: Zuvi Zeva Novi (Kurzfilm, Video)
- 1990: Portugal (Kurzfilm)
- 1991: Amnistia (Kurzfilm, Video)
- 1992: Magazine de Arquitectura e Decoração (Doku.-Fernsehserie)
- 1993: Canção de Emborcar (Kurzfilm, Video)
- 1994: Trilhos  (Doku., Kurzfilm)
- 1994: Cenas de Caça
- 1995: Sinto Saudade (Kurzfilm, Video)
- 1998: Women (Kurzfilm, Video)
- 1998: Sit Silk and Tchai (Kurzfilm, Video)
- 1998: Rickshaw (Kurzfilm)
- 1998: Expo 98 (Kurzfilm, Video)
- 1999: Madrugadas (Doku., Kurzfilm)
- 2000: Portugal Convida  (Kurzfilm, Video)
- 2000: Jardim das Ondas (Kurzfilm, Video)
- 2001: Um Desejo de Céu - Parnu 2001 (Kurzfilm, Video)
- 2001: Tango Privado (Kurzfilm, Video)
- 2001: Situações Goldberg (Video)
- 2001: Propriedade Privada (Doku., Video)
- 2001: Os Olhos de Gulay Cabbar (Kurzfilm, Video)
- 2001: Introdução ao Princípio das Coisas
- 2001: Finisterra (Video)
- 2001: Cold Hands (Kurzfilm, Video)
- 2001: Cenas de Caça (Video)
- 2001: Anjos, Arcanjos, Serafins, Querubins... e Potestades (Kurzfilm, Video)
- 2002: Traveling (Kurzfilm, Video)
- 2002: O que é que eles deveriam ter feito (Kurzfilm, Video)
- 2002: Le Cinéma (Kurzfilm, Video)
- 2003: Teatro de Sonhos
- 2004: Se Podes Olhar Vê. Se Podes Ver Repara (Kurzfilm, Doku.)
- 2005: Os meus Espelhos (Kurzfilm)
- 2005: Vídeo Postais de Cabo Verde (Kurzfilm, Video)
- 2005: Very Sentimental Show
- 2006: Ensaio Sobre o Teatro (Doku.)
- 2006: Trova do Vento que Passa (Kurzfilm, Video)
- 2006: Pedro e Inês (Kurzfilm, Video)
- 2006: Não Destruam os Mal-me-queres (Kurzfilm, Video)
- 2006: Jardim de Inverno (Kurzfilm, Video)
- 2007: Viagem a Madrid (Kurzfilm, Video)
- 2008: 2 Planos para Manoel de Oliveira (Kurzfilm, Video)
- 2009: Ruas da Amargura (Doku., Video)
- 2010: Ilha da Cova da Moura (Doku.)
- 2011: Kolá San Jon é Festa di Kau Berdi (Doku.)
- 2011: E ainda a Procissão vai no Adro (Doku.)
- 2011: A Caixa de Pandora (Kurzfilm, Video)
- 2012: Em Honra de São Gualter (Kurzfilm)
- 2013: Ole - António Ole (Kurzfilm)
- 2014: Guerra ou Paz (Doku.)
- 2014: Entre Cenas (Doku.)
- 2014: Primeiros Passos (Kurzfilm, Video)
- 2014: Nascimento de uma ideia (Kurzfilm, Video)
- 2014: Alto Bairro (Doku.)
- 2015: Mini-Festa (Kurzfilm, Video)
- 2017: Do Carvão aos Resíduos: O regresso a São Pedro da Cova (Kurzfilm)
- 2017: Retratos a preto e branco (Kurzfilm, Video)
- 2017: A Casa (Doku.)
- 2018: Teus olhos castanhos de encantos tamanhos (Kurzfilm, Doku.)
- 2018: Imensa Saudade - Recordando a Expo 98 (Doku.)
- 2019: São Precisos Dois Para Casar (TV-Mehrteiler, eine Folge: São Precisos Dois Para Casar - Parte 2)
- 2021: No País de Alice (Doku.)

### Produktion
- 1976: Deus, Pátria, Autoridade (Doku., auch Regie und Drehbuch)
- 1980: Bom Povo Português (Doku., auch Regie und Drehbuch)
- 1984: Amor de Iemanjá (Kurzfilm, Video, auch Regie und Drehbuch)
- 1990 PortugaL (Kurzfilm, auch Regie und Drehbuch)
- 1991: Amnistia  (Kurzfilm, Video, auch Regie und Drehbuch)
- 1994: Trilhos (Kurzfilm, Doku, auch Regie)
- 1994: Cenas de Caça (auch Regie)
- 2001: Os Olhos de Gulay Cabbar (Kurzfilm, Video, auch Regie und Drehbuch)
- 2002: O que é que eles deveriam ter feito (Kurzfilm, Video, auch Regie und Drehbuch)
- 2002: Le Cinéma (Kurzfilm, Video, auch Regie)
- 2004: Se Podes Olhar Vê. Se Podes Ver Repara (Kurzfilm, Doku., auch Regie und Drehbuch)
- 2005: Os meus Espelhos (Kurzfilm, auch Regie und Drehbuch)
- 2006: Ensaio Sobre o Teatro (Doku., auch Regie und Drehbuch)
- 2006: Pedro e Inês (Kurzfilm, Video, auch Regie)
- 2006: Não Destruam os Mal-me-queres (Kurzfilm, Video, auch Regie)
- 2007: Viagem a Madrid (Kurzfilm, Video, auch Regie)
- 2007: Adeus Até Amanhã (Doku., auch Regie)
- 2008: Manual do Sentimento Doméstico (Kurzfilm, auch Regie)
- 2008: Odisseia (Kurzfilm, Regie: Rita Palma)
- 2008: 2 Planos para Manoel de Oliveira (Kurzfilm, Video, auch Regie)
- 2009: Ruas da Amargura (Doku., Video, auch Regie)
- 2010: Lisboa Domiciliária (Doku., Regie: Marta Pessoa)
- 2010: Luz Teimosa (Doku., Regie: Luís Alves de Matos)
- 2011: Quem Vai à Guerra (Doku., Regie: Marta Pessoa)
- 2011: Natália, a Diva Trágicómica (Regie: João Gomes)
- 2011: Kolá San Jon é Festa di Kau Berdi (Doku., auch Regie und Drehbuch)
- 2011: E ainda a Procissão vai no Adro (Kurzfilm, auch Regie)
- 2011: Cartas de Angola (Doku., Regie: Dulce Fernandes)
- 2011: A Caixa de Pandora (Kurzfilm, Video, auch Regie)
- 2012: Em Honra de São Gualter (Kurzfilm, auch Regie)
- 2013: Bafatá Filme Clube (Doku., Regie: Silas Tiny)
- 2013: Ole - António Ole (Doku., auch Regie)
- 2013: De Armas e Bagagens (Regie: Ana Delgado Martins)
- 2014: Entre Cenas (Doku., auch Regie)
- 2014: Primeiros Passos (Kurzfilm, Video, auch Regie)
- 2014: Nascimento de uma ideia  (Kurzfilm, Video, auch Regie)
- 2014: Stop Don't Stop (Doku., Regie: Ana Branco)
- 2014: Alto Bairro (Doku.,  auch Regie und Drehbuch)
- 2015: Mini Festa (Kurzfilm, Video, auch Regie)
- 2017: Do Carvão aos Resíduos: O regresso a São Pedro da Cova: (Kurzfilm, auch Regie)
- 2017: Retratos a preto e branco (Kurzfilm, Doku., auch Regie)
- 2017: A Casa (Doku.,  auch Regie und Drehbuch)
- 2018: Quantas Vezes Tem Sonhado Comigo? (Kurzfilm, Regie: Júlia Buisel)
- 2018: Vadio - I Am Not a Poet (Doku., Regie: Stefan Lechner)
- 2018: Teus olhos castanhos de encantos tamanhos (Kurzfilm, Doku., auch Regie)
- 2018: Imensa Saudade - Recordando a Expo 98 (Doku., auch Regie)
- 2019: Monólogos com a História (Kurzfilm, Regie: Sol de Carvalho)
- 2021: Os Fotocines (Doku., Regie: Sabrina D. Marques)